# كريستوفر روبنسون (موزع)
كريستوفر روبنسون (بالإنجليزية: Christopher Robinson)‏ هو موزع بريطاني، ولد في 20 أبريل 1936.

## وصلات خارجية
- كريستوفر روبنسون على موقع ميوزك برينز (الإنجليزية)
- كريستوفر روبنسون على موقع أول ميوزيك (الإنجليزية)
- كريستوفر روبنسون على موقع ديسكوغز (الإنجليزية)